# كارلوس ماتشادو
كارلوس ماتشادو (بالإسبانية: Carlos Machado Sobrados)‏ هو لاعب تنس الطاولة إسباني، ولد في 18 يونيو 1980 في قرطبة في إسبانيا.

## وصلات خارجية
- كارلوس ماتشادو على موقع منظمة تنس الطاولة العالمي (الإنجليزية)
- كارلوس ماتشادو على موقع أوليمبيديا (الإنجليزية)